# Jardines de Lamia
Los Jardines de Lamia (en latín: Horti Lamiani) fueron unos jardines situados en la cima del Esquilino, Roma, en el emplazamiento de la actual piazza Vittorio Emanuele II. Los jardines, en realidad un conjunto de villas, pabellones de recreo y jardines, fueron edificados hacia finales del reinado del emperador Augusto (comienzos del siglo I d. C.) por el cónsul Lucio Elio Lamia, de quien toman su nombre. Durante el siglo I d. C., fueron parte de las residencias imperiales de Roma, y posiblemente pasaron a manos privadas durante el Bajo Imperio Romano. En la actualidad, la mayor parte de los Jardines de Lamia se encuentran bajo el moderno barrio del Esquilino, por lo que se conoce poco de su estructura. Sin embargo, desde el siglo XVI han sido una fuente de valiosos restos arqueológicos.  

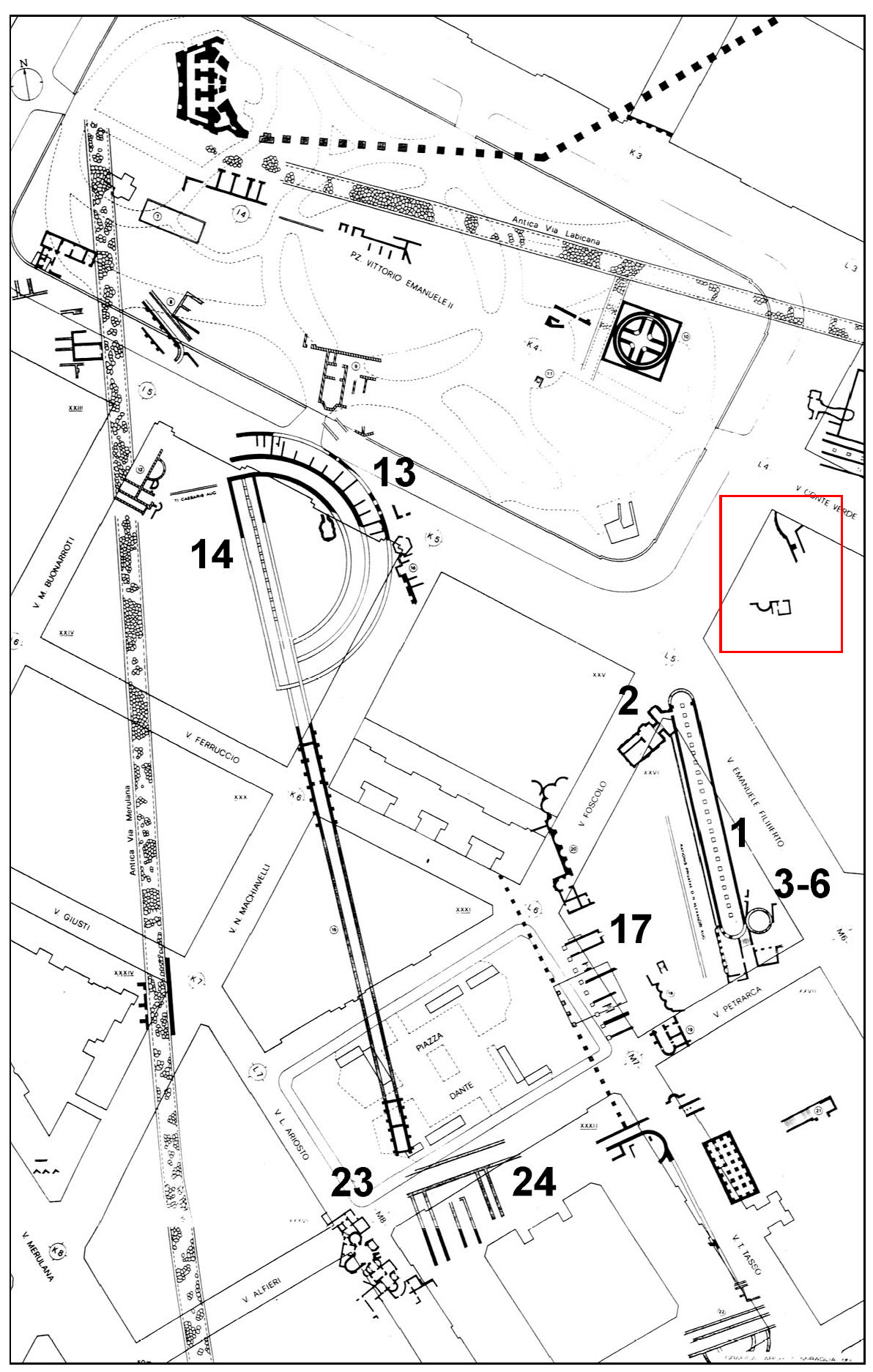
Planimetria ricostruttiva degli horti da Tranquille dimore degli dei (1986) con indicazione in rosso dell'area scavata sotto la sede dell'ENPAM (2006-2009)

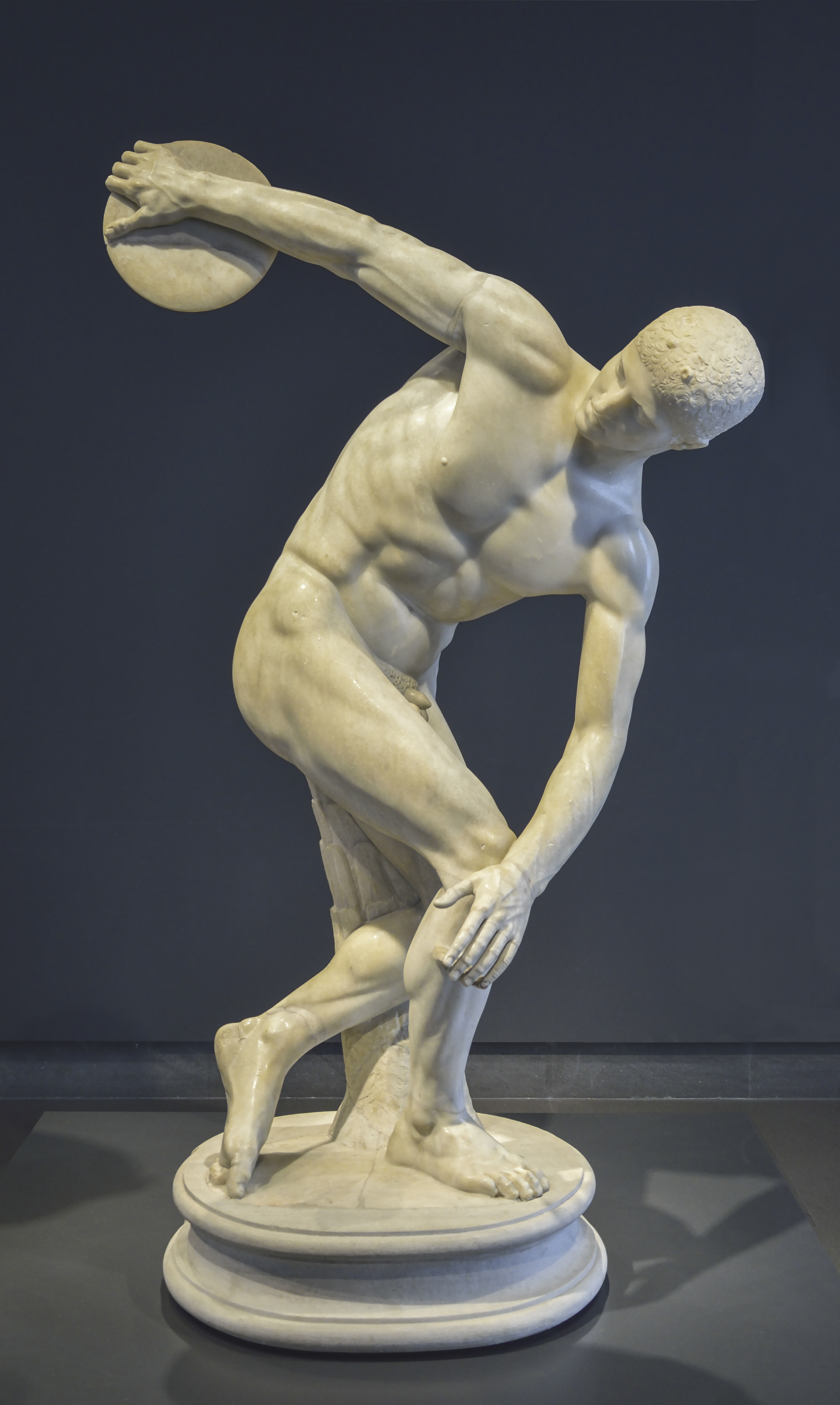
Discóbolo Lancellotti, Museo Nazionale Romano

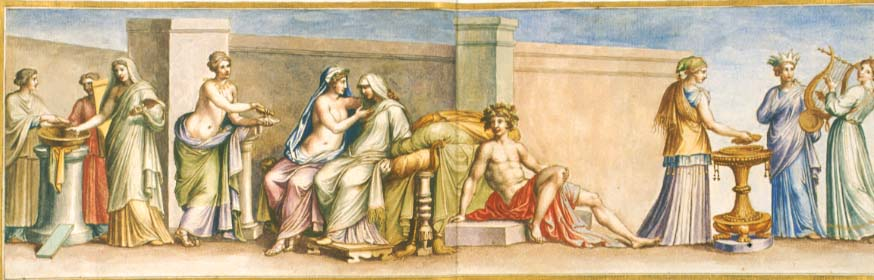
Bodas aldobrandinas, copia en acuarela de Pietro Santi Bartoli (Biblioteca Apostólica Vaticana)

## Historia
El terreno en el que se extienden los jardines, situado fuera de la muralla serviana, formaba inicialmente parte de la gran necrópolis del Esquilino, de época tardo-republicana. A instancias de Cayo Mecenas, en el año 38 a. C. el Senado de Roma prohibió los enterramientos en un radio de dos millas de la ciudad de Roma, y la necrópolis fue abandonada. Los terrenos que ocupaba la necrópolis fueron gradualmente convertidos en villas de recreo conocidas como horti (jardines). El emplazamiento de los Jardines de Lamia fue adquirido por Lucio Elio Lamia, cónsul en el año 3 d. C. y amigo personal del futuro emperador Tiberio, quien solía residir en los adyacentes Jardines de Mecenas cuando estaba en Roma. Lamia hizo allanar el terreno anteriormente ocupado por la Necrópolis del Esquilino, y construyó una lujosa villa formada por diversos pabellones, fuentes y terrazas que aprovechaban el desnivel de la zona e imitaban al paisaje natural.
A la muerte de Lamia en el 33 d. C., los Jardines de Lamia fueron transferidos al demanio imperial ya bajo Tiberio (14-37), y posteriormente adquiridos por Calígula (37-41), que estableció allí su residencia y también estuvo enterrado allí durante un breve período tiempo después de su muerte.
Sabemos que los Jardines de Lamia estaban bordeados por los Jardines de Mecenas y que bajo Claudio (41-54) los jardines de Lamia fueron fusionados a los Jardines Maianos, pues pasaron a ser administrados por un superintendente especial (el procurator hortorum Lamianorum et Maianorum). El emperador Nerón hizo construir su Domus Transitoria para conectar los jardines de Lamia, de Mecenas y de Maia al Palatino, y se asume que los jardines de Lamia pasaron a formar parte de su Domus Aurea luego del gran incendio de Roma en el 64 d. C.
A partir del siglo XVI, el lugar fue escenario de importantes descubrimientos arqueológicos y anticuarios, como el Discóbolo Lancellotti del Museo Nacional Romano y las Bodas aldobrandinas de la Biblioteca Apostólica Vaticana, pero la mayor parte de los descubrimientos se produjeron a finales del siglo XIX durante la urbanización del nuevo barrio del Esquilino, cuando algunos núcleos de la propiedad imperial fueron documentados por Rodolfo Lanciani de forma fragmentaria y apresurada, y luego sacrificados bajo la presión de la urgencia constructiva.
La decoración del complejo imperial incluía finos frescos con pinturas de jardines, revestimientos arquitectónicos en crustae marmoreae realizados con refinadas incrustaciones de mármol coloreado y decoraciones murales en bronce dorado con gemas engastadas.
El complejo también produjo importantes grupos escultóricos, como la conocida Venus Esquilina junto con dos siervas (o musas), y el famoso Busto de Cómodo a modo de Hércules flanqueado por tritones marinos (ambos en los Museos Capitolinos). Otros importantes hallazgos escultóricos que pueden relacionarse con la residencia imperial se produjeron en la zona de Piazza Dante (el llamado Ephedrismòs). La reconstrucción arqueológica de la disiecta membra del complejo, enterrada o, peor aún, destruida por la urgencia de las obras de urbanización y desarrollo Roma bajo el reinado de Humberto I, se basa en los testimonios de Rodolfo Lanciani, en los informes de las excavaciones y en los materiales conservados principalmente en los depósitos municipales.
Amplias excavaciones realizadas en 2006-2009 en el marco de la ENPAM han sacado a la luz algunos sectores hasta ahora desconocidos de los Horti Lamiani, cerca de la zona donde Lanciani había documentado un largo criptopórtico con un suelo de alabastro y preciosas decoraciones murales, puntuado por columnas de mármol amarillo antiguo con bases de estuco dorado, cuya decoración se refleja en el testimonio de las fuentes literarias. Otros hallazgos que pueden relacionarse con la residencia imperial se produjeron durante las excavaciones para la modernización de la línea A del metro de Roma en el cuadrante sur de la Plaza Vittorio Emanuele II entre enero de 2005 y noviembre de 2006.

## Excavaciones arqueológicas
Los primeros descubrimientos arqueológicos en el lugar se remontan al siglo XVI con el descubrimiento de estatuas y pinturas como el  Discóbolo Lancellotti que se expone en el Museo Nazionale Romano y las Bodas aldobrandinas que se exponen en la Bibliotheca apostólica vaticana.
Las primeras excavaciones científicas realizadas en la zona de los Horti Lamiani datan de finales del siglo XIX, y sacaron a la luz los restos de un vasto y articulado complejo de edificios. A partir del análisis de la información archivística y de los planos de los hallazgos, que se incluyeron en la preciosa y monumental Forma Urbis Romae de Rodolfo Lanciani, es posible trazar una imagen aproximada del desarrollo constructivo de la villa.

Lanciani fue el supervisor de la excavación llevada a cabo por la Comisión Arqueológica Municipal de Roma y dejó un vivo testimonio de las actividades de excavación arqueológica en la zona: 
Vi una galería de setenta y nueve metros de largo, cuyo suelo era de las variedades más raras y caras de alabastro y el techo estaba sostenido por veinticuatro columnas estriadas de mármol amarillo antiguo, que descansaban sobre bases doradas; Vi otra sala, pavimentada con losas de ojos de pavo real, cuyas paredes estaban cubiertas con losas de pizarra negra, decoradas con graciosos arabescos ejecutados en pan de oro; y finalmente vi una tercera sala, cuyo suelo estaba compuesto por segmentos de alabastro, enmarcados con pasta de vidrio verde. En las paredes de esta sala había varios chorros de agua alrededor, a un metro de distancia, que debían cruzarse de diversas maneras, con un extraordinario efecto de luz. Todo esto fue descubierto en noviembre de 1875

Rodolfo Lanciani, Fascinación de la Antigua Roma, Roma, Quasar, 1986, p. 156.
Los descubrimientos descritos se refieren a los hallazgos realizados entre la piazza Vittorio Emanuele II y la piazza Dante. Estos restos fueron destruidos durante la urbanización del moderno barrio del Esquilino.
Cerca del mismo lugar se encontró en 1874 un grupo de capiteles, probablemente pertenecientes a la decoración arquitectónica de una de las salas descritas; la factura es muy refinada, de un lujo digno de un emperador "excesivo" como Calígula, pues están labrados en mármol rojo antiguo (mármol de Tenaro) y cuentan con una decoración a base incrustaciones de piedras de colores contrastados.
En diciembre de ese mismo año, durante las obras del alcantarillado de Via Foscolo, el suelo dio paso a una cámara subterránea llena de estatuas. La primera en aparecer fue una cabeza semicolosal de Baco, coronada con edera y corimbi; poco a poco la excavación se fue ampliando y salieron a la luz otras esculturas: el cuerpo semirrecostado de Baco, cuya cabeza se había encontrado anteriormente; los bustos de dos Tritones, en cuyos cabellos se conservaban restos de dorado; el magnífico busto de Cómodo y las distintas partes de la compleja alegoría que forma su base. También se encontraron en la misma sala dos estatuas de Musas y la estatua de Venus preparándose para entrar en el baño atándose una cinta en el pelo, así como muchas piezas de otras esculturas: brazos, piernas, manos y cabezas.
Según Lanciani estas esculturas "deben haber caído por la rotura de las bóvedas del piso superior, que era el piso principal del edificio y estaba al nivel del suelo antiguo."
En realidad, la concentración en una sola sala de un grupo de obras de naturaleza y fecha muy diferentes, más que la decoración de una sola sala, sugiere que fueron almacenadas durante una renovación del edificio o para protegerlo de un peligro inminente. Muchos de los objetos encontrados proceden de Grecia y atestiguan el gusto coleccionista de los propietarios de la villa. Entre ellas se encuentran dos estelas funerarias y un grupo único de efedrismòs que data del siglo IV a. C. de la ciudad de Tegea con dos doncellas que hacen la "carrera de caballos". La escultura fue encontrada en 1907 en piazza Dante durante las obras de construcción del Palacio de Correos.
En 1874 unas excavaciones realizadas en la vía Ariosto habían sacado a la luz una pequeña instalación de baños fechable a través de sellos de ladrillo a las últimas décadas del siglo III. Cuando se decidió demoler este edificio, los arqueólogos se encontraron con multitud de fragmentos de esculturas con la que incluso se pudo recomponer una finísima taza de fuente de la época tardo-republicana decorada con elementos vegetales insertados dentro de un diseño creado por brotes de acanto. De las paredes de las termas reaparecieron otros fragmentos de esculturas y una inscripción que debía pertenecer originalmente a la base de una estatua con la firma de un artista de Afrodisias. Todas las esculturas conservaban restos de color y dorado.
Las obras del Metro de Roma permitieron en 2005-2006 el descubrimiento de un nuevo sector de los Jardines de Lamia en la esquina sureste de la Piazza Vittorio Emanuele II. La excavación de la Soprintendenza Archeologica di Roma investigó un área de 160m² en la que se encontraron habitaciones en las que se produjeron nada menos que siete fases constructivas, entre las últimas décadas del siglo I a. C. y la Antigüedad Tardía. Algunos de los edificios tardo-republicanos se levantan sobre los restos de un recinto sepulcral construido en opus quadratum de bloques de toba; esto parece confirmar los datos atestiguados en las fuentes antiguas, según los cuales los horti del Esquilino habrían surgido tras una intervención de recuperación de tierras de la necrópolis antigua por parte de Cayo Cilnio Mecenas.
Otros restos atribuibles a la poderosa sistema de sustentación de los Horti Lamiani surgieron entre julio de 2011 y noviembre de 2012 durante unas obras de reforma del Palacio de Correos de la Plaza Dante, 25. Las estructuras, conservadas a nivel de los cimientos, siguen las curvas de nivel de la colina del Esquilino, prolongándolas. Fueron vistas anteriormente por Rodolfo Lanciani y anotadas en Forma Urbis Romae.

### Galería

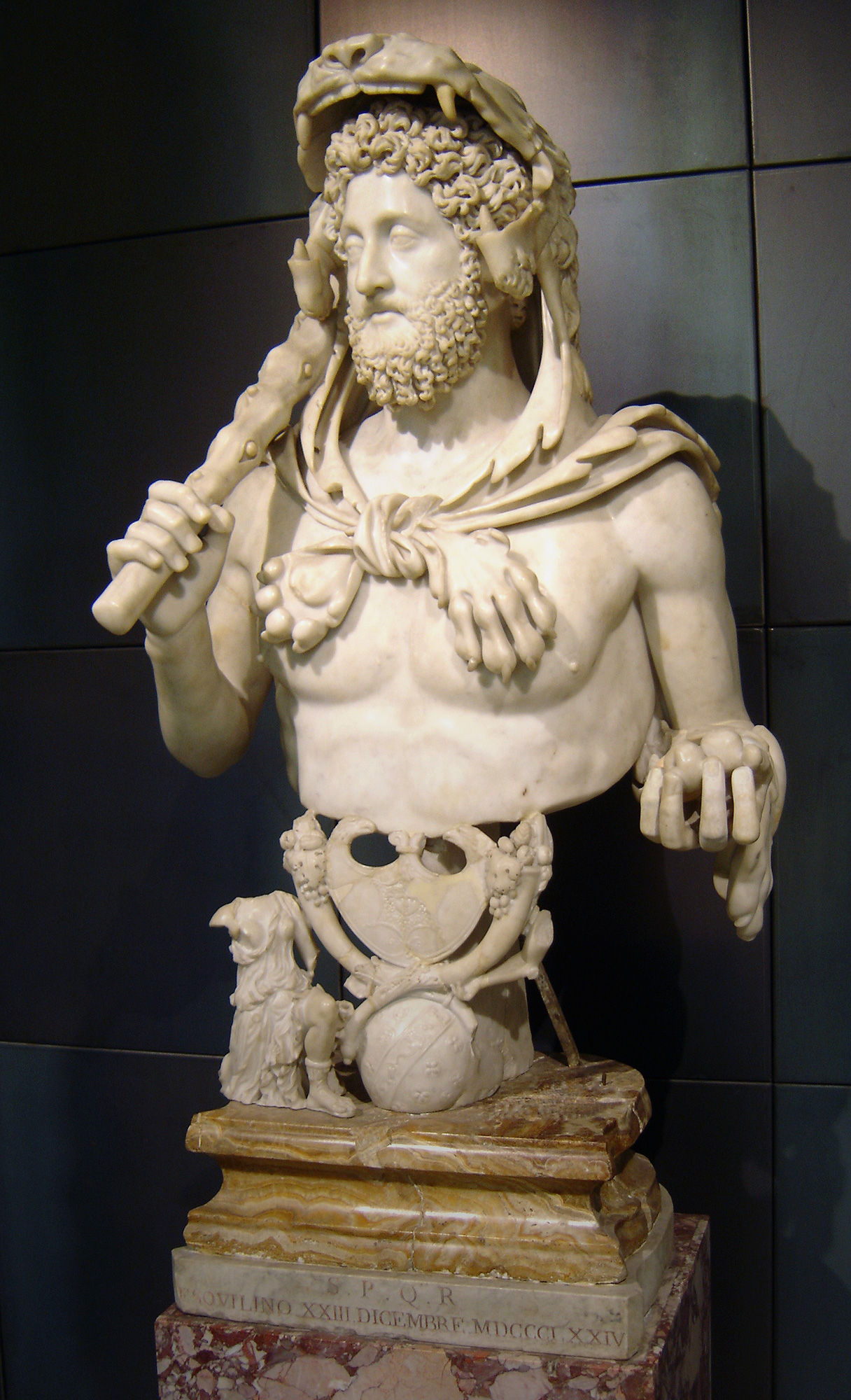
Cómodo representado como Hércules, Museos Capitolinos.
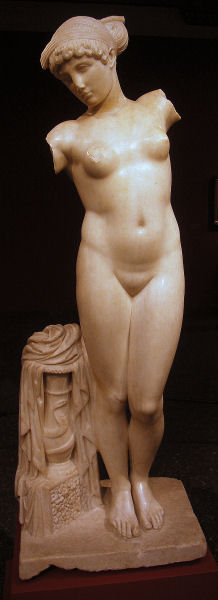
Venus Esquilina, Museos Capitolinos'.
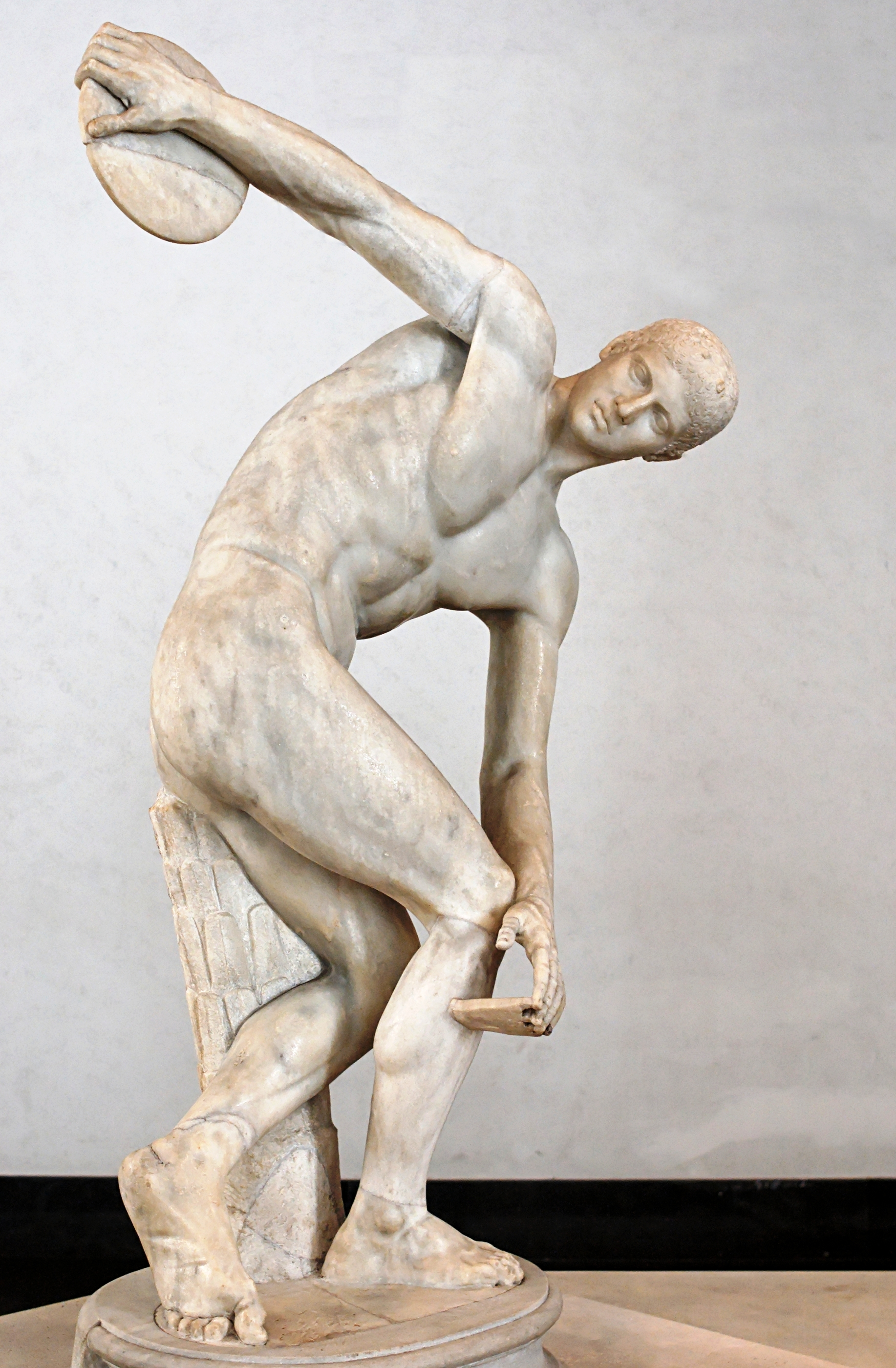
Discobolo Lancelotti, Museo Nazionale Romano.
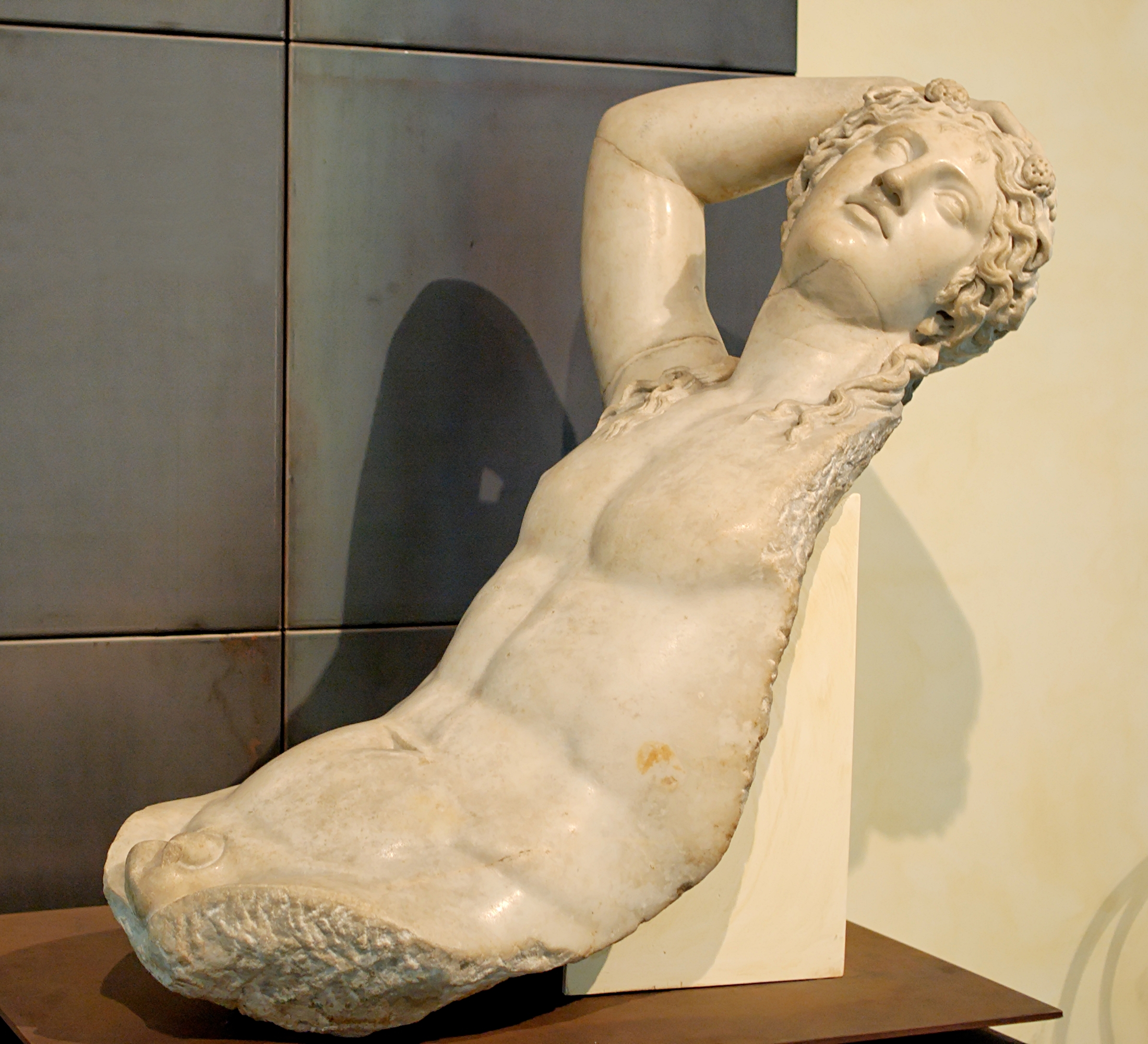
Torso de Baco, Período Antonino, Museos Capitolinos.
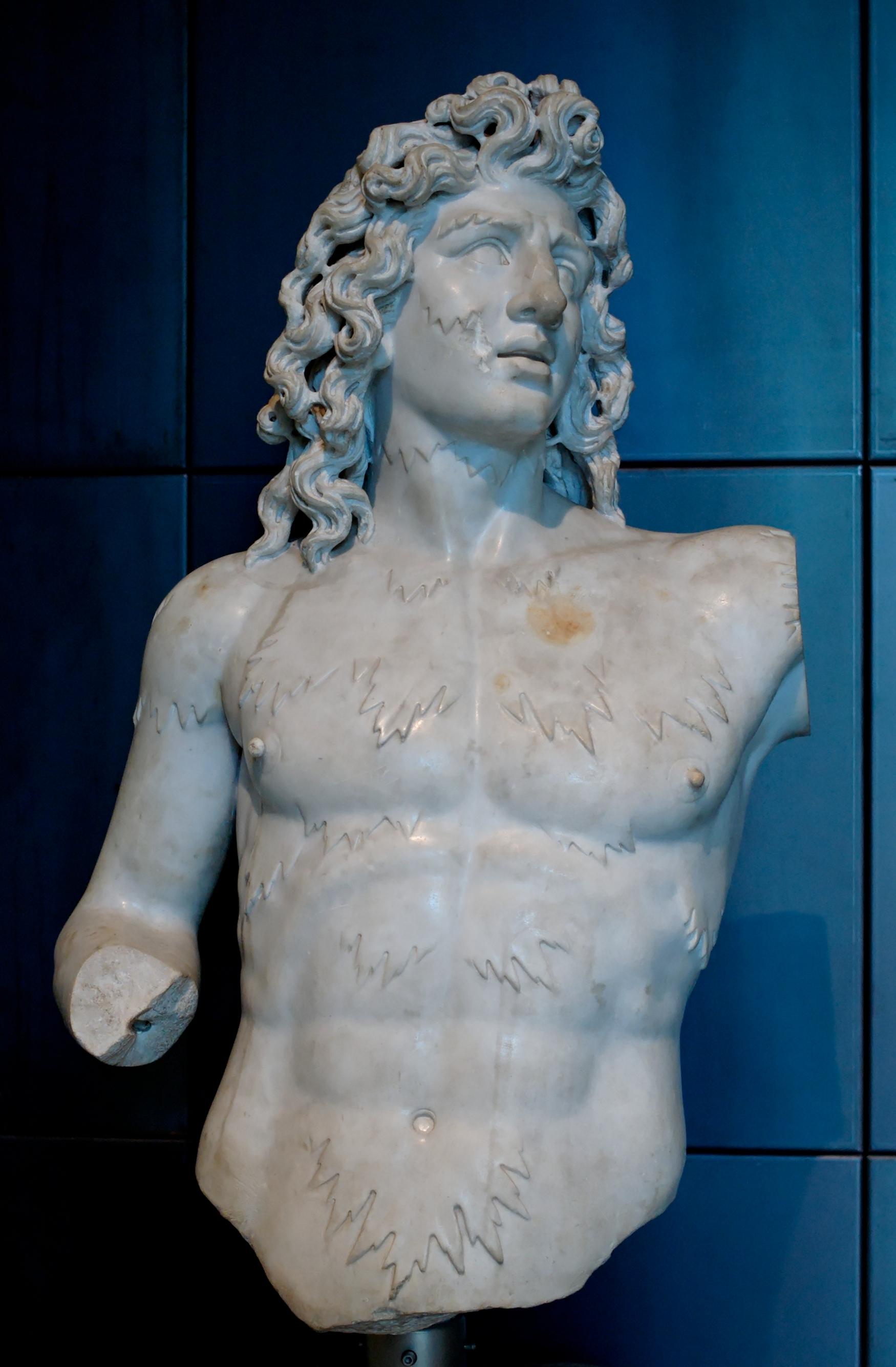
Busto de Tritón o Centauro marino, Museos Capitolinos.
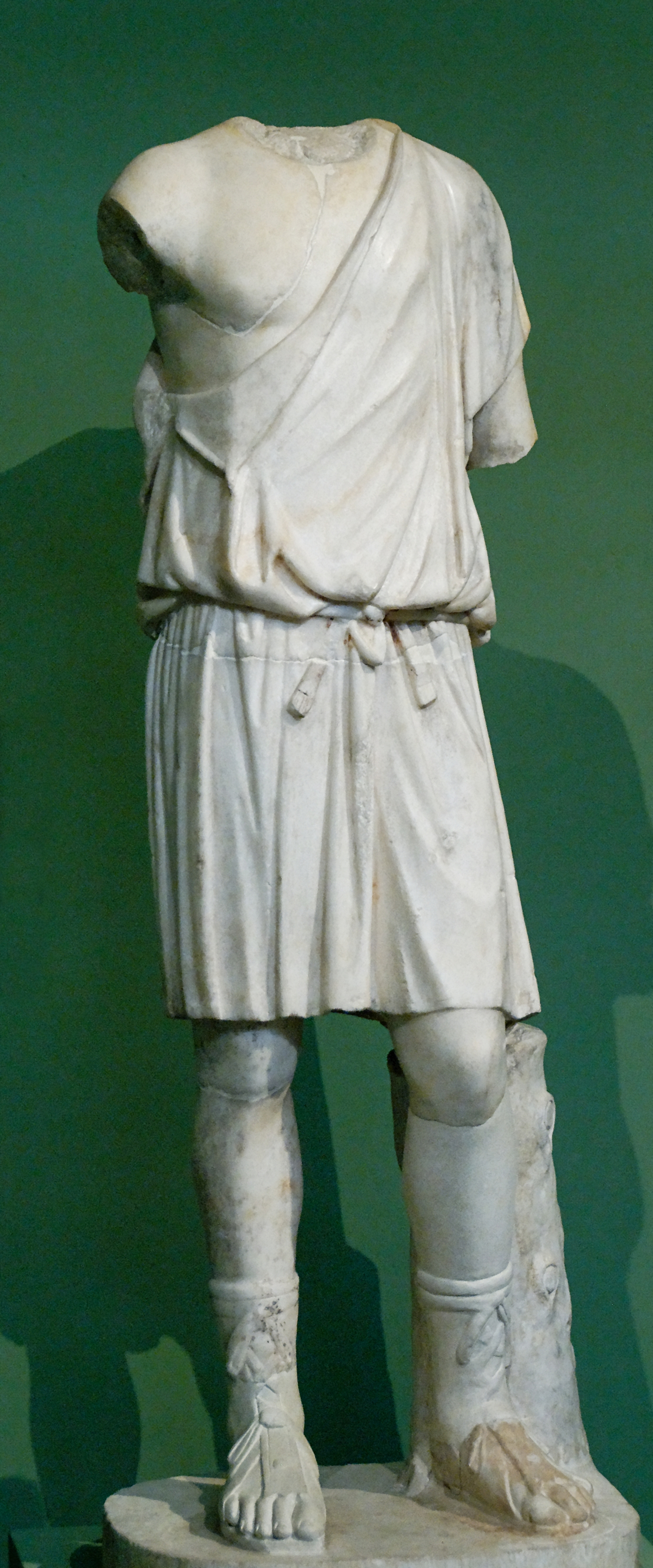
Estatua de varón joven con túnica, encontrada en la via Ariosto en 1874. Copia de un original griego del siglo IV a.C.